# Муравьёв, Владимир Сергеевич
Влади́мир Серге́евич Муравьёв (12 августа 1939, Смоленск — 10 июня 2001, Москва) — советский и российский филолог, переводчик, литературовед. Отец религиоведа А. В. Муравьёва, сын И. И. Муравьёвой, пасынок Е. М. Мелетинского и Г. С. Померанца.

## Биография
Окончил филологический факультет МГУ (1960), диплом писал по Тынянову и формалистам, затем переключился на англистику. C 1960 годов и до смерти работал во Всероссийской государственной библиотеке иностранной литературы: сначала — библиографом, затем — заместителем главного редактора бюллетеня «Современная художественная литература за рубежом». С 1993 года вернулся к библиографической работе в отделе комплектования ВГБИЛ.
Автор двух книг о творчестве Джонатана Свифта, статей об английской классической и современной литературе — в частности, одной из первых на русском языке статей о творчестве Джона Рональда Руэла Толкина («Толкьен и критики»; в журнале «Современная художественная литература за рубежом», 1976, № 3). Подготовил в 1984 году диссертацию (научный руководитель — В. В. Ивашева), но не защитил.
В начале 1970-х годов Владимир Муравьёв занимался в семинаре по художественному переводу Евгении Калашниковой и Марии Лорие. Работа Муравьёва-переводчика началась с нескольких произведений Фланнери О’Коннор и Мюриэл Спарк, среди других его работ — романы Шона О’Фаолейна, «Альгамбра» Вашингтона Ирвинга, произведения О.Генри, Фрэнсиса Скотта Фицджеральда, Уильяма Фолкнера, Ивлина Во и др. Однако наиболее известна его работа над трилогией Толкина «Властелин колец» (совместно с Андреем Кистяковским); соавтор Муравьёва умер в ходе работы над книгой, и Муравьёв завершал перевод в одиночку. Этот перевод стал первым опубликованным в СССР (первая часть — 1983; более ранние переводы З. А. Бобырь и А. А. Грузберга имел хождение в самиздате) и считается наиболее высокохудожественным, хотя и подвергается критике поклонников Толкина за различные вольности и отступления от буквы подлинника.
Помимо англистики и переводов Муравьев занимался и русистикой (писал энциклопедические статьи по Чаадаеву, Леонтьеву и утопизму). В юности был близко знаком с А. А. Ахматовой, написал воспоминания об этом знакомстве, опубликованные Фонтанным домом в 2001 году.
Владимир Муравьёв участвовал в диссидентских кружках рубежа 1950-1960-х годов, был близким другом (а с 1987 года — и крёстным отцом) Венедикта Ерофеева — одним из тех, у кого хранилась рукопись поэмы «Москва — Петушки».

## Книги
- Джонатан Свифт. — М.: Просвещение, 1968. — 304 с.
- Путешествие с Гулливером. — М.: Книга, 1972. — 206 с.